# André Obrecht
André Albert Obrecht (* 9. August 1899 in Paris; † 30. Juli 1985 in Nizza) war von 1951 bis 1976 Scharfrichter der französischen Republik. Einschließlich seiner Zeit als Scharfrichterassistent (1922–1943, 1945–1947) wirkte er an insgesamt 322 Enthauptungen mit der Guillotine mit.

## Die Jahre bis 1951
Obrecht verlor seine Mutter, die der traditionsreichen Scharfrichterfamilie Rogis entstammte und deren Schwester mit dem Scharfrichter Anatole Deibler verheiratet war, im Alter von fünf Monaten. Das Ehepaar Deibler baute eine enge familiäre Beziehung zu ihm auf. Mit 14 Jahren verließ Obrecht die Schule und nahm eine Arbeit als Maschinist in einer Fabrik in Paris auf, mit 18 Jahren trat er in die französische Armee ein. Am 20. Oktober 1921 war er in Straßburg auf Einladung seines Onkels, der ihn gegebenenfalls als Assistenten gewinnen wollte, als Zuschauer bei einer Doppelhinrichtung zweier Raubmörder anwesend. Am 25. Februar 1922 nahm er ebenfalls als Zuschauer an der Enthauptung des bekannten Serienmörders Henri Désiré Landru in Versailles teil. Nach dem Ende seiner Militärzeit wurde André Obrecht am 4. April 1922 von Anatole Deibler offiziell zum Assistenten zweiter Klasse berufen. Seit 1871 wurden alle Enthauptungen in Frankreich von einem „exécuteur en chef des arrêts criminels“ ausgeführt. Dieser arbeitete mit zwei Assistenten erster Klasse und drei Assistenten zweiter Klasse zusammen. An einer Hinrichtung wirkten außer dem Scharfrichter selbst jeweils ein Assistent erster Klasse und zwei Assistenten zweiter Klasse mit. Obrechts erste Hinrichtung als Assistent war die der Doppelmörder Emile Loeuillette und Louis Cadet am 23. Mai 1922 in Paris.
1926 heiratete Obrecht eine Musiklehrerin, die Ehe wurde 1941 geschieden.
Am 2. Februar 1939 starb Anatole Deibler. Sein Nachfolger als Scharfrichter wurde sein bisheriger Assistent erster Klasse Jules-Henri Desfourneaux, der seinerseits mit einer Nichte von Deiblers Ehefrau und Cousine Obrechts verheiratet war. Obrecht stieg zum Assistenten erster Klasse auf. Zu den ersten Hinrichtungen Desfourneaux' gehörte die letzte öffentlich vollzogene Enthauptung in Frankreich am 17. Juni 1939 an dem deutschen Staatsangehörigen und sechsfachen Mörder Eugen Weidmann in Versailles. Ein Zuschauer drehte von dieser Hinrichtung heimlich einen Amateurfilm, der gegenwärtig in Internet-Portalen veröffentlicht ist. Dabei ist André Obrecht zu sehen, wie er nach der Niederwerfung des Delinquenten auf das Klappbrett der Guillotine durch die beiden Assistenten zweiter Klasse den Kopf Weidmanns auf der unteren Lünette in Position bringt. Danach fixiert Scharfrichter Desfourneaux per Hebel die obere Lünette und löst das Beil aus. Unmittelbar nach Abtrennung des Kopfes kippen die beiden Assistenten zweiter Klasse den Körper seitlich in die bereitstehende Truhe ab, während Obrecht, der die Enthauptung aus einigen Metern Entfernung (um nicht vom spritzenden Blut befleckt zu werden) auf der Kopfseite des Delinquenten beobachtet hatte, zur Guillotine eilt, um den Kopf des Hingerichteten aus dem dafür gedachten Gefäß zu holen. Das Hochheben des Kopfes ist jedoch nicht mehr auf dem Film enthalten. Der Scharfrichter und die Assistenten sind mit schwarzen Gehröcken und Hüten bekleidet. Von der Niederwerfung des Verurteilten auf das Klappbrett bis zur Abtrennung des Kopfes vergehen weniger als zehn Sekunden. Da es im Umfeld von Weidmanns Hinrichtung zu unwürdigen volksfestartigen Szenen gekommen war, untersagte das Justizministerium öffentliche Hinrichtungen. Alle Vollstreckungen wurden fortan von der Öffentlichkeit nicht einsehbar hinter Gefängnismauern vollzogen.
In den Jahren des Zweiten Weltkrieges verhängten französische Gerichte, die mit den deutschen Besatzern und dem Vichy-Regime kollaborierten, Todesurteile gegen Personen, deren einziges „Verbrechen“ es war, Kommunisten zu sein, sowie gegen Mitglieder der Résistance, die kein Tötungsdelikt begangen hatten. Nachdem Desfourneaux 1943 fünf Résistance-Mitglieder hingerichtet hatte, schied André Obrecht zusammen mit zwei Kollegen, den Brüdern Martin, aus Gewissensgründen und Protest aus dem Team aus. Desfourneaux warfen sie allzu große Willfährigkeit den Kollaborateuren gegenüber vor. Da die Fabrik, in der Obrecht als Maschinist arbeitete, kriegsbedingt schloss, verdiente er unter anderem als Buchmacher bei Windhundrennen seinen Lebensunterhalt. Außerdem gründete er ein Unternehmen, das Eis am Stiel an die Kinos von Paris vertrieb.
Von Juni 1944 bis Januar 1947 wurden die meisten Hinrichtungen in Frankreich durch Erschießungskommandos vollzogen. Am 26. April 1945 trat Obrecht wieder in Desfourneaux’ Team ein. Die erste Enthauptung der Nachkriegszeit – eine der wenigen unter den Erschießungen im Zeitraum bis Januar 1947 – fand am 25. Mai 1946 an dem Serienmörder Marcel Petiot statt. Ende 1947 eskalierten die ständigen Streitigkeiten zwischen André Obrecht und Jules-Henri Desfourneaux erneut, so dass Obrecht wieder aus dem Dienst als Scharfrichterassistent ausschied. Im selben Jahr hatte er zum zweiten Mal geheiratet, mit seiner Frau ließ er sich in Casablanca nieder. Als Desfourneaux am 1. Oktober 1951 starb, bewarb sich Obrecht beim Justizministerium um dessen Nachfolge. Zum 1. November des Jahres wurde er als exécuteur en chef des arrêts criminels eingestellt und kehrte nach Paris zurück.

## Scharfrichter Frankreichs seit 1951
André Obrechts erste Hinrichtung als „exécuteur en chef“ fand am 13. November 1951 in Marseille an dem Polizistendoppelmörder Marcel Ythier statt. Obrechts Amtsantritt fiel in eine Zeit, in der die Hinrichtungen in Frankreich merklich abnahmen. Gab es von 1947 bis 1951 grob gerechnet durchschnittlich etwa 20 Exekutionen pro Jahr (1948 sogar 43), fiel die Zahl 1952 auf sieben und 1953 auf zwei zurück. 1954 war das erste Kalenderjahr seit dem von 1906 bis 1908 währenden Hinrichtungsmoratorium, in dem keine einzige Vollstreckung stattfand. Von 1955 bis 1959 fanden jeweils eine bis sechs Hinrichtungen statt. Eine Ausnahme in der Tendenz stellte das Jahr 1960 dar, wo 19 Verurteilte ihren Kopf unter der Guillotine verloren. Dabei handelte es sich mehrheitlich um Verurteilungen wegen im Umfeld der FLN im Algerienkrieg begangener Morde. Von 1961 an bis zu Obrechts Rücktritt 1976 setzte sich die Tendenz immer weniger werdender Hinrichtungen erneut fort. 1964 und 1965 reiste Obrecht zu jeweils einer Hinrichtung ins Überseedépartement Martinique. Von März 1969 bis November 1972 vergingen über dreieinhalb Jahre ohne Vollzug einer Todesstrafe, von Mai 1973 bis Juli 1976 erneut über drei Jahre. Nach der Hinrichtung von Christian Ranucci am 28. Juli 1976 in Marseille reichte der fast 77-jährige Obrecht, der an Morbus Parkinson erkrankt und seit 1967 Witwer war, seinen Rücktritt ein. In Frankreich bestand seit langer Zeit die Tradition, dass das Scharfrichteramt innerhalb derselben Familie weitergegeben wurde. Da Obrecht aus beiden Ehen keine Kinder hatte (er war allerdings Vater einer Tochter aus einer Jugendbeziehung), schlug er den Ehemann seiner Nichte, Marcel Chevalier, der bereits seit 1958 als Assistent für ihn gearbeitet hatte, als seinen Nachfolger vor. Chevalier übernahm das Amt zum 1. Oktober 1976 und hatte bis zur Abschaffung der Todesstrafe in Frankreich lediglich noch zwei Enthauptungen durchzuführen.
Im Gegensatz zu den Henkern im Vereinigten Königreich, die sehr diskret ihrem Amt nachgingen und deren Namen möglichst geheim gehalten wurden (→ Liste der britischen Henker), waren die französischen Scharfrichter Personen des öffentlichen Lebens. André Obrecht gab zahlreiche Interviews, der Journalist Jean Ker schrieb seit 1981 in Zusammenarbeit mit Obrecht dessen Biographie, die allerdings erst postum 1989 veröffentlicht wurde.
André Obrecht verbrachte die letzten Jahre seines Lebens in Paris und Nizza. Beteiligt war er an insgesamt 322 Hinrichtungen, davon etwa 150 unter Deibler, über 100 unter Desfourneaux und 63 vollzog er selbst als Scharfrichter, davon allein 51 in den ersten zehn Jahren seiner knapp 25-jährigen Amtszeit.

## Tabelle: Hinrichtungen durch André Obrecht als amtierender Scharfrichter von 1951 bis 1976
| Jahr | Von Obrecht enthauptete Personen | Anmerkungen |
| ---- | -------------------------------- | --- |
| 1951 | 5                                | Erste Vollstreckung durch Obrecht als exécuteur en chef : Marcel Ythier (13. November, Marseille), Mord an zwei Polizeibeamten. - Zuvor im selben Jahr bereits 14 Hinrichtungen durch Amtsvorgänger Jules-Henri Desfourneaux.                                  |
| 1952 | 7                                | – |
| 1953 | 2                                | – |
| 1954 | 0                                | – |
| 1955 | 1                                | – |
| 1956 | 2                                | Darunter der so genannte „Staatsfeind Nr. 1“, Gangsterboss Émile Buisson (28. Februar, Paris), Drahtzieher von über 20 Morden |
| 1957 | 4                                | Darunter Jacques Fesch (1. Oktober, Paris), Raubüberfall mit Polizistenmord. Bekehrte sich im Gefängnis vom Atheisten zum frommen Katholiken, Eröffnung eines Seligsprechungsprozesses auf diözesaner Ebene durch Kardinal Jean-Marie Lustiger 1993            |
| 1958 | 4                                | – |
| 1959 | 6                                | – |
| 1960 | 19                               | Darunter Georges Rapin, Sohn aus wohlhabendem Haus, als Zuhälter landesbekannt unter dem Spitznamen „Monsieur Bill“ (26. Juli, Paris), Doppelmord. - Der größte Teil der Hinrichtungen dieses Jahres erfolgte wegen Morden im Umfeld der FLN im Algerienkrieg. |
| 1961 | 1                                | – |
| 1962 | 0                                | – |
| 1963 | 0                                | Die einzige Hinrichtung in diesem Jahr erfolgte durch Erschießung nach Militärstrafrecht (Oberstleutnant Jean Bastien-Thiry, 11. März, Fort d’Ivry, versuchter Mord an Staatspräsident Charles de Gaulle).                                                     |
| 1964 | 4                                | davon eine Vollstreckung im Überseedépartement Martinique |
| 1965 | 1                                | im Überseedépartement Martinique |
| 1966 | 1                                | – |
| 1967 | 1                                | Günther Volz, österreichischstämmiger Ex-Legionär, (16. Dezember, Metz), Vergewaltigung und Ermordung eines 12-jährigen Mädchens |
| 1968 | 0                                | – |
| 1969 | 1                                | Jean-Laurent Olivier (11. März, Amiens), Vergewaltigung und Doppelmord an Kindern; letzte Hinrichtung unter der Präsidentschaft von Charles de Gaulle |
| 1970 | 0                                | – |
| 1971 | 0                                | – |
| 1972 | 2                                | Claude Buffet und Roger Bontems (28. November, Paris), Geiselnahme und Doppelmord bei versuchtem Gefängnisausbruch. Die Hinrichtung von Bontems machte seinen Rechtsanwalt Robert Badinter zum vehementen Kämpfer gegen die Todesstrafe.                       |
| 1973 | 1                                | Ali Benyanès (12. Mai 1973, Marseille), erwürgte bei einem Raubüberfall ein 7-jähriges Kind und verletzte dessen schwangere Mutter schwer. |
| 1974 | 0                                | – |
| 1975 | 0                                | – |
| 1976 | 1                                | Christian Ranucci (28. Juli, Marseille), Entführung und Mord, Schuld stark umstritten |